# Melun Val de Seine La Rochette Volley-Ball 2008-2009
Questa voce raccoglie le informazioni riguardanti il Melun Val de Seine La Rochette Volley-Ball nelle competizioni ufficiali della stagione 2008-2009.

## Organigramma societario
Area direttiva
- Presidente: Jean-Pierre Lamon

Area tecnica
- Allenatore: Sébastien Martin
- Allenatore in seconda: Sébastien Aloro

## Rosa
| N° | Nome                   | Ruolo | Data di nascita   | Nazionalità sportiva |
| -- | ---------------------- | ----- | ----------------- | -------------------- |
| 1  | Gorana Maričić         | O     | 8 agosto 1984     | Serbia               |
| 3  | Kateřina Chroustovská  | P     | 4 luglio 1980     | Rep. Ceca            |
| 4  | Laurianne Delabarre    | P     | 24 aprile 1987    | Francia              |
| 6  | Cécilia Lazo Del Risco | L     | 2 gennaio 1978    | Spagna               |
| 7  | Emmy Blouin            | S     | 10 aprile 1985    | Canada               |
| 8  | Anja Zdovc             | S     | 24 agosto 1987    | Slovenia             |
| 9  | Pauline Soullard       | C     | 24 aprile 1985    | Francia              |
| 10 | Bénédicte Mauricette   | C     | 1º giugno 1985    | Francia              |
| 11 | Émilie Saffaro         | L     | 19 settembre 1983 | Francia              |
| 12 | Rebecca Ngo Nkot       | O     | 10 agosto 1984    | Camerun              |
| 14 | Amandine Mauricette    | S     | 1º giugno 1985    | Francia              |
| 17 | Lydia Oulmou           | C     | 2 febbraio 1986   | Algeria              |